# Zwaluwstaart (vlag)

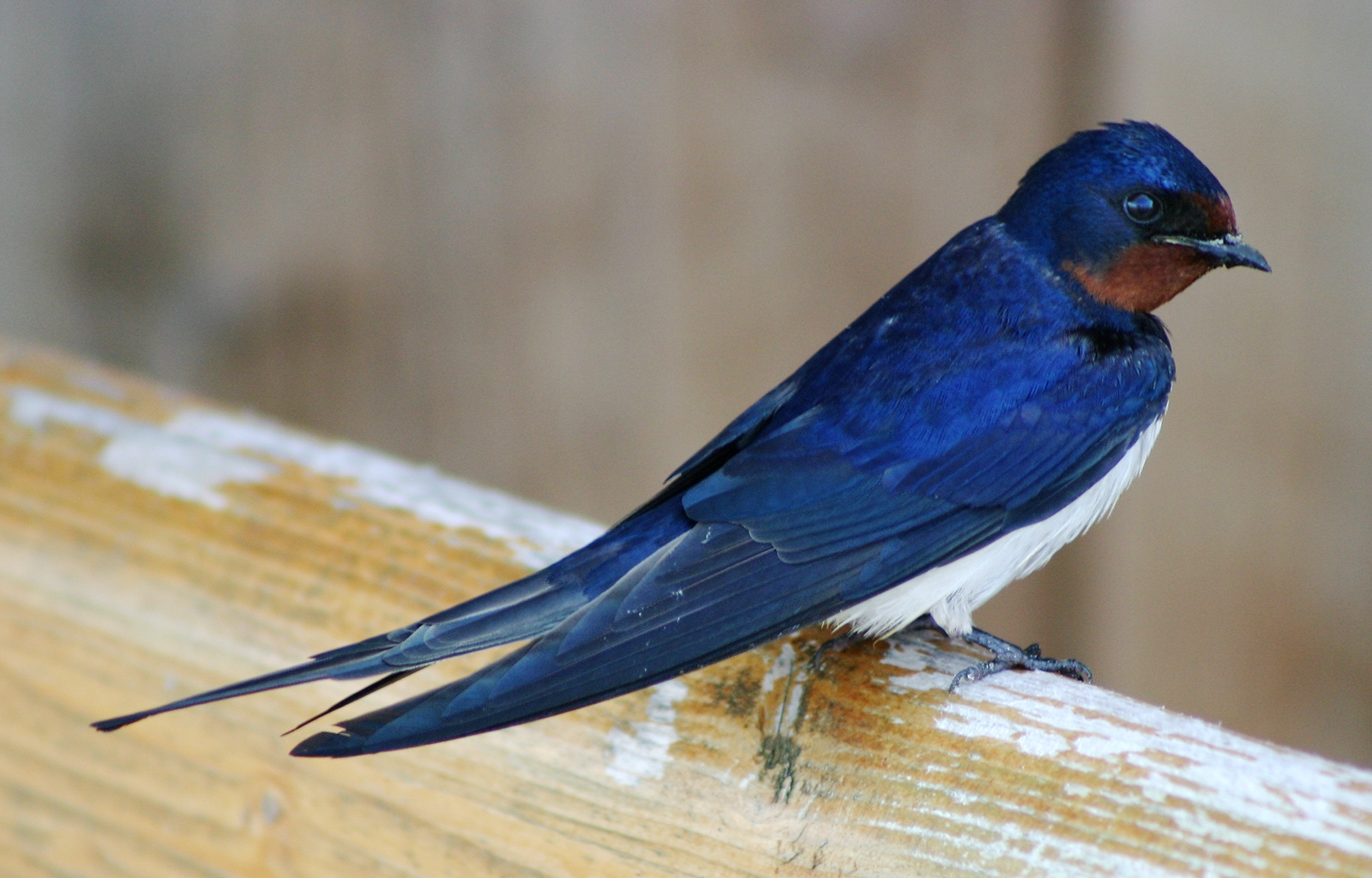
Zwaluw met duidelijk zichtbare staart

Een zwaluwstaart is een uitstekend deel van een vlag, meestal aan het rechter uiteinde, min of meer in de vorm van de staart van een zwaluw. Een vlag met een dergelijk uiteinde wordt zwaluwstaartvlag genoemd. De meeste zwaluwstaartvlaggen hebben twee of drie punten.
Zwaluwstaartvlaggen worden meestal gebruikt als dienstvlag of oorlogsvlag, met name door landen en deelgebieden in Noord- en Centraal-Europa. Landen als Denemarken, Noorwegen en Duitsland gebruiken als civiele vlag een rechthoekig doek, maar als dienst- of oorlogsvlag een zwaluwstaartvlag. Zwaluwstaartvlaggen kan men echter ook tegenkomen als 'gewone' vlag, zoals de vlag van Bratislava.

## Galerij

Staatsvlag van Denemarken
Marinevlag van Duitsland
Oorlogsvlag van Finland
Staatsvlag van IJsland
Staatsvlag van Noorwegen
Marinevlag van Polen
Oorlogsvlag van Zweden